# Mary Young Pickersgill
Mary Pickersgill (née Mary Young, 12 février 1776 - 4 octobre 1857), est la couturière à l'origine du Star-Spangled Banner hissé sur Fort McHenry lors de la guerre anglo-américaine de 1812. Fille d'une autre fabricante de drapeau Rebecca Young (en), Pickersgill apprend son métier de sa mère. En 1813, le major George Armistead (en) lui commande un drapeau pour le Fort McHenry de Baltimore dont les caractéristiques doivent lui permettre d’être vu des Britanniques depuis le plus loin possible. Le drapeau, installé en août 1813, inspire un an plus tard lors de la bataille de Baltimore, à Francis Scott Key, le poème The Star-Spangled Banner qui constitue l’hymne national des États-Unis.
Pickersgill, veuve à l’âge de 29 ans, obtient un certain succès dans la confection de drapeau, ce qui lui permet d’acheter la maison qu’elle louait en 1820. Plus tard, elle s’inscrit dans la lutte contre les problèmes sociaux, tels que le logement et l'emploi des femmes défavorisées. De 1828 à 1851, elle est présidente de l'Impartial Female Humane Society (en) fondée en 1802, et qui aide les familles pauvres avec des bons d'études à destination des enfants et des femmes sans emploi. Sous la direction de Pickersgill, cette organisation construit aussi une maison pour les femmes âgées, ainsi que plus tard un foyer pour les hommes âgés.
Mary Pickersgill meurt en 1857. Elle est enterrée dans le cimetière de Loudon Parc (en) au sud-ouest de Baltimore, où sa fille a érigé un monument en son honneur, et où certaines organisations civiques ont érigé une plaque de bronze. La maison où Pickersgill a vécu pendant 50 ans, a été sauvée grâce aux efforts de nombreux citoyens motivés par les célébrations du centenaire du poème en 1914. Située à l'angle nord-ouest des rues Albemarle et Est Pratt dans le centre-ville de Baltimore, la maison est devenue un musée en 1927, le Flag House & Star-Spangled Banner Museum.